# 臺澎金馬個別關稅領域

臺灣、澎湖、金門及馬祖

臺灣、澎湖、金門及馬祖個別關稅領域（英語：The Separate Customs Territory of Taiwan, Penghu, Kinmen and Matsu），為中华民国於世界貿易組織（WTO）之會籍完整名稱，簡稱臺澎金馬個別關稅領域（英語：TPKM）。
此名稱來自中華民國之臺灣地區，即臺灣、澎湖、金門及馬祖。

## 產生原因
1948年5月21日，中華民國成為關稅暨貿易總協定（GATT）會員，1949年12月7日於中華民國政府遷台後，因中華民國失去中國大陸，於1950年5月5日退出關稅暨貿易總協定。1971年10月25日後，由於關稅暨貿易總協定引用聯合國大會第2758號決議，以致中華民國欲加入時，不得使用「中華民國」之名稱，後欲使用「台灣」或「中華台北」等名稱亦遭受壓力，故不得不以此名稱於1990年1月1日據關稅暨貿易總協定第33條之規定申請加入。
1992年9月29日「台澎金馬個別關稅領域」得以用觀察員身分列席各項會議。1995年12月31日，關稅暨貿易總協定改組為世界貿易組織，台澎金馬個別關稅領域取得世貿組織觀察員的地位，同年12月1日台澎金馬個別關稅領域世貿組織秘書處申請依世貿組織第十二條加入組織。2002年1月1日起，台澎金馬個別關稅領域成為世貿組織第144個會員；駐世貿組織代表團之名稱為「台澎金馬個別關稅領域常任代表團」（permanent mission），團長稱常任代表（permanent representative），團員的職銜使用公使、參事、秘書等職稱，與其他國家常任代表團一致。

## WTO模式

世界貿易組織會員與觀察員

由於中華民國在加入國際組織上因遭遇強大壓力而困難重重，政府相關部門研議以此名稱加入亞太自由貿易區等國際性經濟組織，並稱之為「WTO模式」。目前為止「臺澎金馬個別關稅領域」一名僅用於世界貿易組織、國際貿易資訊暨合作機構以及與非邦交國簽署自由貿易協定（如台紐、台星） 。
2015年3月底，民進黨立委主張應使用經貿名稱「台澎金馬個別關稅領域」加入亞洲基礎設施投資銀行（亞投行），而非用奧會模式的「中華臺北」。

## 加入CPTPP的使用
2021年9月，行政院政務委員鄧振中宣布，政府以「台澎金馬個別關稅領域」名義向紐西蘭申請加入跨太平洋夥伴全面進步協定。